# متشکرم (فیلم ۲۰۱۳)
«متشکرم» (انگلیسی: Thank You) یک فیلم است به کارگردانی وی. کی. پراکاش که در سال ۲۰۱۳ منتشر شد. جایاسوریا و هونی رز از بازیگران این فیلم مباشند.